# Construction in Space

Construction in Space pour quatre solistes, quatre ensembles instrumentaux et électronique live est une œuvre composée par Olga Neuwirth en 2000.

## Histoire
La compositrice autrichienne Olga Neuwirth s'inspire d'une nouvelle de Ray Bradbury, The Long Rain, pour composer une œuvre intitulée également The Long Rain, et qui doit accompagner un film de Michael Kreihsl. The Long Rain est créé le 19 octobre 2000 à Graz. 
Lorsque Pierre Boulez lui passe commande d'une œuvre pour son 75e anniversaire, elle compose Clinamen / Nodus. Pour remercier cette commande du compositeur français, elle reprend The Long Rain pour le lui dédier. Elle lui donne un autre titre, Construction in Space, en pensant à l'œuvre de l'architecte et sculpteur constructiviste Naum Gabo.
Construction in Space est créée le 12 septembre 2001 à l'ORF Tirol à Innsbruck, par l'ensemble Klangforum Wien sous la direction d'Emilio Pomarico. L'enregistrement paraît sous le label Kairos en 2002.
Sa durée d'exécution est d'à peu près 45 minutes.